# Mindener Hütte
Die Mindener Hütte ist eine Selbstversorgerhütte der Sektion Minden des Deutschen Alpenvereins. Sie liegt auf 2426 m ü. A. Höhe in der Ankogelgruppe in den Hohen Tauern direkt am Tauernhöhenweg.

## Geschichte
Am 6. Mai 1924 beschloss die Sektion Minden des DuOeAV den Bau einer Hütte am Tauernsee auf dem Weg zur Hindenburghöhe. Die Einweihung fand am 17. Juli 1925 statt. Die Hütte hatte zwei Schlafplätze auf einer Fläche von 6 m² und wurde schon zwei Jahre später erstmals erweitert. 1962 folgte ein Aufenthaltsraum und 1978 erreichte sie ihre heutige Größe.

## Zugänge
- von der Bergstation der Ankogelseilbahn über den Göttinger Weg, Gehzeit: 3 Stunden
- von Mallnitz (1190 m)
  - über den Jubiläumsweg (Stockeralm, Paßhuberalm, Woisgengraben), Gehzeit: 4½ Stunden
  - auf dem Wittener Steig über Gutenbrunn und Hindenburghöhe (2315 m), steil, Gehzeit: 4½ Stunden
- über das Seebachtal, das Wirtshaus Hochalmblick (1926 m) (Mittelstation der Ankogelbahn), den Kleinen Tauernsee und Göttinger Weg, Gehzeit: 4 Stunden
- von Böckstein (1127 m) über Korntauern (2476 m) und den Göttinger Weg, Gehzeit: 5½ Stunden

## Tourenmöglichkeiten

### Übergänge zu Nachbarhütten
Als Teiletappe des Tauernhöhenwegs Maltatal–Heiligenblut
- Hannoverhaus über den Göttinger Weg, Gehzeit: 3 bis 4 Stunden
- Hagener Hütte, Gehzeit: 3 bis 4 Stunden

### Gipfelbesteigungen
- Gamskarlspitze (2832 m), Gehzeit: 1¾ Stunden